# José Benito Cabrera

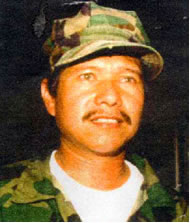
Fabián Ramírez

José Benito Cabrera, auch bekannt als Fabián Ramírez (* 6. Juli 1963, El Paujil, Caquetá), ist ein ehemaliger ranghoher Kommandant der FARC.

## Leben
Ramírez war ein Mitglied des 30-köpfigen Führungskreises der FARC. Er nahm an den Friedensverhandlungen mit der Regierung in den Jahren zwischen 1998 und 2002 teil. Auf seinen Kopf war eine Belohnung von 2,5 Millionen US-Dollar ausgesetzt.
2010 wurde berichtet, dass Ramírez bei einem Gefecht in der Nähe von San Vicente del Caguán zusammen mit fünf anderen mutmaßlichen FARC-Mitgliedern getötet worden war. Dies stellte sich als falsch heraus, als er 2013 dem britischen Journalisten Karl Penhaul ein Interview gab.